# День Государственного флага Таджикистана
День Государственного Флага Таджикистана — один из официально установленных праздников Таджикистана; установлен 24 ноября в 2009 году указом президента Таджикистана и отмечается 24 ноября.

## Празднование Дня флага
В Таджикистане широко отмечают День Государственного Флага Таджикистана. По всей стране в государственных учреждениях и улицах вывешиваются флаги. Праздничные мероприятия — торжественное шествие трудовых коллективов и молодёжи спортивные состязания и концерты в этот день проходят в столице, областных центрах и городах страны.

## Главный флаг Таджикистана
24 ноября в Душанбе проводится церемония официального поднятия Главного флага Таджикистана, на площади у самого высокого флагштока в мире с Главным флагом страны, в котором участвуют представители общественности и молодёжь, проводится концерт звезд таджикской эстрады.